# 18 (число)
Вижте пояснителната страница за други значения на 18.
Осемнайсет (също и осемнадесет) е естествено число, предхождано от седемнайсет и следвано от деветнайсет. С арабски цифри се записва 18, а с римски – XVIII. Числото 18 е съставено от две цифри от позиционните бройни системи – (едно) и 8 (осем).

## Математика
- 18 е четно число.
- 18 е съставно число.
- Многоъгълник с 18 страни (и ъгли) се нарича осемнадесетоъгълник или октадекагон. Правилният осемнадесетоъгълник има вътрешен ъгъл от 160°.

## Други факти
- Химичният елемент под номер 18 (с 18 протона в ядрото на всеки свой атом) e аргон.
- Възрастта, при която се навършва пълнолетие в България, съгласно Закона за детето, е 18 години.
- 18 дупки има обичайното игрище за голф.